# Peia
Peia (en rus: Пея) és un poble (un possiólok) del krai de Krasnoiarsk, a Rússia, segons el cens del 2010 tenia 76 habitants. Pertany al districte municipal d'Àban.